# International Association for Landscape Ecology
|  | Dieser Artikel wurde aufgrund von formalen oder inhaltlichen Mängeln in der Qualitätssicherung Biologie zur Verbesserung eingetragen. Dies geschieht, um die Qualität der Biologie-Artikel auf ein akzeptables Niveau zu bringen. Bitte hilf mit, diesen Artikel zu verbessern! Artikel, die nicht signifikant verbessert werden, können gegebenenfalls gelöscht werden. Lies dazu auch die näheren Informationen in den Mindestanforderungen an Biologie-Artikel. |

Die International Association for Landscape Ecology  (IALE) ist eine internationale Organisation für Landschaftsökologie.
Die einzelnen Sektionen organisieren Konferenzen, Seminare und Workshops, um den Informationsaustausch zwischen den Partnerorganisationen und Wissenschaftlern, Politikern und Praktikern, die mit Problemen der Landschaftsökologie befasst sind, zu fördern.
Die IALE wurde 1982 im slowakischen Piestany gegründet, um die transdisziplinäre Forschung und den Erfahrungsaustausch auf dem Gebiet der Landschaftsökologie als wissenschaftliche Basis für Landschaftsplanung und Umweltmanagement zu fördern. Neben der internationalen Dachorganisation ist die IALE in derzeit drei regionalen Verbänden – Afrika, Europa und Nordamerika – sowie mehr als 20 verschiedenen nationalen Verbänden organisiert. Die IALE Region Deutschland IALE-D e.V. wurde am 6. Mai 1999 in Basel gegründet. Die deutsche Region der Internationalen Gesellschaft für Landschaftsökologie (IALE) verbindet Landschaftsforscher, Planer und andere Interessenten, um die wissenschaftlich und planerisch fundierte Gestaltung von Mensch-Umwelt-Beziehungen zu fördern. Der Verein engagiert sich für wissenschaftliche Grundlagen der Landschaftsforschung und des nachhaltigen Landschaftsmanagements, ihre Anwendung in der Praxis sowie für die fachliche Kommunikation landschaftsökologischer Fragestellungen. Im Jahre 2019 zählte die IALE-D rund 170 Mitglieder.

## Publikationen
Die IALE ist an verschiedenen Publikationsorganen beteiligt.
- Seit 1987 ist Landscape Ecology ist das Hausjournal der Organisation[4].
- Die IALE-D gibt seit 2007 das begutachte Open-Access Online-Journal Landscape Online heraus[5]
- openLandscapes war eine offene Wissensplattform, die von 2007 bis 2017 betrieben wurde[6]